# JXビル
JXビル（ジェイエックスビル）は、東京都千代田区大手町二丁目にあったオフィスビルである。

## 概要
当初は歩行者用通路を挟んだ西側の日本ビルヂング別館のテナントビルとして、「日本ビル別棟」の名称で計画されていたが、着工準備段階の1967年（昭和42年）6月に八幡製鐵が本社ビルとして1棟全面使用することが決定した。1967年9月7日に着工。建設中の1968年4月17日に、八幡製鐵は富士製鐵との合併を発表。建物名は新会社の新日本製鐵に合わせ、新日鐵ビルヂング（新日鉄ビルヂング）となった。1970年2月25日に完成し、同年3月21～22日に八幡・富士の両社は旧本社から移転を行った。3月31日には、本ビルにて新会社発足の記念式典が行われた。
新日本製鐵は2009年に丸の内パークビルディングに移転した。その後、全館改修工事を行ったうえで2010年に新日本石油と新日鉱ホールディングスの統合持株会社として発足したJXホールディングスが入居し、ビルの名称もJXビルに改められた。それまで西新橋にあった新日本石油本社前には、同社100周年を記念して1988年に火の神プロメーテウスの像が建立されたが、像はJXビル脇に移された。
JXホールディングスは、新日本石油当時の2010年2月に大手町一丁目のりそな・マルハビルの区分所有権を取得し、三菱地所と共同で建替え事業を行っており、2015年11月に「大手門タワー・JXビル」として竣工され、2015年12月に本社を同ビルに移転した（プロメーテウス像も同ビル内に移動）。
その後、三菱地所による常盤橋地区再開発事業に伴い、2017年より解体工事に着手した。2018年時点で解体が完了した。尚、JXビルと一体化された地下駐車場および東京電力常盤橋変電所は解体対象とならず、再開発プロジェクトにおいて改修の上C棟として竣工する。

## 建築
新日鉄の希望により同社の特殊鋼材を使用して仕上げ精度を上げ、室内照明は一般のオフィスビルを上回る1000ルクスとした。地下には、常盤橋街区の他のビルと一体で日本パーキングセンターが設けられた。